# Danh sách tiểu hành tinh: 28401–28500
| Tên         | Tên đầu tiên | Ngày phát hiện            | Nơi phát hiện                      | Người phát hiện                      |
| ----------- | ------------ | ------------------------- | ---------------------------------- | ------------------------------------ |
| 28401 -     | 1999 RT165   | ngày 9 tháng 9 năm 1999   | Socorro                            | LINEAR                               |
| 28402 -     | 1999 RV211   | ngày 8 tháng 9 năm 1999   | Socorro                            | LINEAR                               |
| 28403 -     | 1999 TY      | ngày 1 tháng 10 năm 1999  | Đài thiên văn Zvjezdarnica Višnjan | K. Korlević                          |
| 28404 -     | 1999 TQ5     | ngày 1 tháng 10 năm 1999  | Višnjan Observatory                | K. Korlević, M. Jurić                |
| 28405 -     | 1999 TG13    | ngày 10 tháng 10 năm 1999 | Oohira                             | T. Urata                             |
| 28406 -     | 1999 TB100   | ngày 2 tháng 10 năm 1999  | Socorro                            | LINEAR                               |
| 28407 -     | 1999 TH135   | ngày 6 tháng 10 năm 1999  | Socorro                            | LINEAR                               |
| 28408 -     | 1999 TS222   | ngày 2 tháng 10 năm 1999  | Anderson Mesa                      | LONEOS                               |
| 28409 -     | 1999 TQ226   | ngày 3 tháng 10 năm 1999  | Kitt Peak                          | Spacewatch                           |
| 28410 -     | 1999 TE246   | ngày 8 tháng 10 năm 1999  | Catalina                           | CSS                                  |
| 28411 -     | 1999 TQ284   | ngày 9 tháng 10 năm 1999  | Socorro                            | LINEAR                               |
| 28412 -     | 1999 UY13    | ngày 29 tháng 10 năm 1999 | Catalina                           | CSS                                  |
| 28413 -     | 1999 UT26    | ngày 30 tháng 10 năm 1999 | Catalina                           | CSS                                  |
| 28414 -     | 1999 UH46    | ngày 31 tháng 10 năm 1999 | Catalina                           | CSS                                  |
| 28415 -     | 1999 VE27    | ngày 3 tháng 11 năm 1999  | Socorro                            | LINEAR                               |
| 28416 -     | 1999 VW31    | ngày 3 tháng 11 năm 1999  | Socorro                            | LINEAR                               |
| 28417 -     | 1999 VA50    | ngày 3 tháng 11 năm 1999  | Socorro                            | LINEAR                               |
| 28418 -     | 1999 VQ54    | ngày 4 tháng 11 năm 1999  | Socorro                            | LINEAR                               |
| 28419 -     | 1999 VA67    | ngày 4 tháng 11 năm 1999  | Socorro                            | LINEAR                               |
| 28420 -     | 1999 VC78    | ngày 4 tháng 11 năm 1999  | Socorro                            | LINEAR                               |
| 28421 -     | 1999 VH87    | ngày 6 tháng 11 năm 1999  | Catalina                           | CSS                                  |
| 28422 -     | 1999 VA154   | ngày 13 tháng 11 năm 1999 | Catalina                           | CSS                                  |
| 28423 -     | 1999 WN3     | ngày 28 tháng 11 năm 1999 | Oizumi                             | T. Kobayashi                         |
| 28424 -     | 1999 XA      | ngày 1 tháng 12 năm 1999  | Socorro                            | LINEAR                               |
| 28425 -     | 1999 XL24    | ngày 6 tháng 12 năm 1999  | Socorro                            | LINEAR                               |
| 28426 -     | 1999 XV28    | ngày 6 tháng 12 năm 1999  | Socorro                            | LINEAR                               |
| 28427 -     | 1999 XP42    | ngày 7 tháng 12 năm 1999  | Socorro                            | LINEAR                               |
| 28428 -     | 1999 XQ43    | ngày 7 tháng 12 năm 1999  | Socorro                            | LINEAR                               |
| 28429 -     | 1999 XF75    | ngày 7 tháng 12 năm 1999  | Socorro                            | LINEAR                               |
| 28430 -     | 1999 XP124   | ngày 7 tháng 12 năm 1999  | Catalina                           | CSS                                  |
| 28431 -     | 1999 XO136   | ngày 13 tháng 12 năm 1999 | Fountain Hills                     | C. W. Juels                          |
| 28432 -     | 1999 XY168   | ngày 10 tháng 12 năm 1999 | Socorro                            | LINEAR                               |
| 28433 -     | 1999 XP175   | ngày 10 tháng 12 năm 1999 | Socorro                            | LINEAR                               |
| 28434 -     | 1999 XL176   | ngày 10 tháng 12 năm 1999 | Socorro                            | LINEAR                               |
| 28435 -     | 1999 XW209   | ngày 13 tháng 12 năm 1999 | Socorro                            | LINEAR                               |
| 28436 -     | 1999 XJ230   | ngày 7 tháng 12 năm 1999  | Anderson Mesa                      | LONEOS                               |
| 28437 -     | 1999 YJ16    | ngày 31 tháng 12 năm 1999 | Kitt Peak                          | Spacewatch                           |
| 28438 -     | 2000 AG30    | ngày 3 tháng 1 năm 2000   | Socorro                            | LINEAR                               |
| 28439 -     | 2000 AM30    | ngày 3 tháng 1 năm 2000   | Socorro                            | LINEAR                               |
| 28440 -     | 2000 AN40    | ngày 3 tháng 1 năm 2000   | Socorro                            | LINEAR                               |
| 28441 -     | 2000 AE43    | ngày 5 tháng 1 năm 2000   | Socorro                            | LINEAR                               |
| 28442 -     | 2000 AN61    | ngày 4 tháng 1 năm 2000   | Socorro                            | LINEAR                               |
| 28443 -     | 2000 AP86    | ngày 5 tháng 1 năm 2000   | Socorro                            | LINEAR                               |
| 28444 -     | 2000 AP91    | ngày 5 tháng 1 năm 2000   | Socorro                            | LINEAR                               |
| 28445 -     | 2000 AQ95    | ngày 4 tháng 1 năm 2000   | Socorro                            | LINEAR                               |
| 28446 -     | 2000 AQ96    | ngày 4 tháng 1 năm 2000   | Socorro                            | LINEAR                               |
| 28447 -     | 2000 AW96    | ngày 4 tháng 1 năm 2000   | Socorro                            | LINEAR                               |
| 28448 -     | 2000 AN97    | ngày 4 tháng 1 năm 2000   | Socorro                            | LINEAR                               |
| 28449 -     | 2000 AK117   | ngày 5 tháng 1 năm 2000   | Socorro                            | LINEAR                               |
| 28450 -     | 2000 AB119   | ngày 5 tháng 1 năm 2000   | Socorro                            | LINEAR                               |
| 28451 -     | 2000 AD129   | ngày 5 tháng 1 năm 2000   | Socorro                            | LINEAR                               |
| 28452 -     | 2000 AD130   | ngày 5 tháng 1 năm 2000   | Socorro                            | LINEAR                               |
| 28453 -     | 2000 AE131   | ngày 6 tháng 1 năm 2000   | Socorro                            | LINEAR                               |
| 28454 -     | 2000 AF137   | ngày 4 tháng 1 năm 2000   | Socorro                            | LINEAR                               |
| 28455 -     | 2000 AV137   | ngày 4 tháng 1 năm 2000   | Socorro                            | LINEAR                               |
| 28456 -     | 2000 AY137   | ngày 4 tháng 1 năm 2000   | Socorro                            | LINEAR                               |
| 28457 -     | 2000 AX143   | ngày 5 tháng 1 năm 2000   | Socorro                            | LINEAR                               |
| 28458 -     | 2000 AL144   | ngày 5 tháng 1 năm 2000   | Socorro                            | LINEAR                               |
| 28459 -     | 2000 AW144   | ngày 5 tháng 1 năm 2000   | Socorro                            | LINEAR                               |
| 28460 -     | 2000 AY163   | ngày 5 tháng 1 năm 2000   | Socorro                            | LINEAR                               |
| 28461 -     | 2000 AL164   | ngày 5 tháng 1 năm 2000   | Socorro                            | LINEAR                               |
| 28462 -     | 2000 AO164   | ngày 5 tháng 1 năm 2000   | Socorro                            | LINEAR                               |
| 28463 -     | 2000 AG168   | ngày 7 tháng 1 năm 2000   | Farpoint                           | Farpoint                             |
| 28464 -     | 2000 AZ185   | ngày 8 tháng 1 năm 2000   | Socorro                            | LINEAR                               |
| 28465 -     | 2000 AQ237   | ngày 5 tháng 1 năm 2000   | Socorro                            | LINEAR                               |
| 28466 -     | 2000 AV243   | ngày 7 tháng 1 năm 2000   | Socorro                            | LINEAR                               |
| 28467 -     | 2000 AA244   | ngày 7 tháng 1 năm 2000   | Socorro                            | LINEAR                               |
| 28468       | 2000 AG246   | ngày 12 tháng 1 năm 2000  | Xinglong                           | Beijing Schmidt CCD Asteroid Program |
| 28469 -     | 2000 BU8     | ngày 29 tháng 1 năm 2000  | Socorro                            | LINEAR                               |
| 28470 -     | 2000 BJ12    | ngày 28 tháng 1 năm 2000  | Kitt Peak                          | Spacewatch                           |
| 28471 -     | 2000 BZ13    | ngày 27 tháng 1 năm 2000  | Oizumi                             | T. Kobayashi                         |
| 28472 -     | 2000 BE14    | ngày 28 tháng 1 năm 2000  | Oizumi                             | T. Kobayashi                         |
| 28473 -     | 2000 BF15    | ngày 31 tháng 1 năm 2000  | Oizumi                             | T. Kobayashi                         |
| 28474 -     | 2000 BB30    | ngày 30 tháng 1 năm 2000  | Socorro                            | LINEAR                               |
| 28475 -     | 2000 CU      | ngày 1 tháng 2 năm 2000   | Catalina                           | CSS                                  |
| 28476 -     | 2000 CK2     | ngày 2 tháng 2 năm 2000   | Oizumi                             | T. Kobayashi                         |
| 28477 -     | 2000 CB4     | ngày 5 tháng 2 năm 2000   | Socorro                            | LINEAR                               |
| 28478 -     | 2000 CR24    | ngày 2 tháng 2 năm 2000   | Socorro                            | LINEAR                               |
| 28479 -     | 2000 CF26    | ngày 2 tháng 2 năm 2000   | Socorro                            | LINEAR                               |
| 28480 -     | 2000 CL26    | ngày 2 tháng 2 năm 2000   | Socorro                            | LINEAR                               |
| 28481 -     | 2000 CO26    | ngày 2 tháng 2 năm 2000   | Socorro                            | LINEAR                               |
| 28482 -     | 2000 CK29    | ngày 2 tháng 2 năm 2000   | Socorro                            | LINEAR                               |
| 28483 -     | 2000 CJ39    | ngày 4 tháng 2 năm 2000   | Socorro                            | LINEAR                               |
| 28484 -     | 2000 CO43    | ngày 2 tháng 2 năm 2000   | Socorro                            | LINEAR                               |
| 28485 -     | 2000 CK49    | ngày 2 tháng 2 năm 2000   | Socorro                            | LINEAR                               |
| 28486 -     | 2000 CZ51    | ngày 2 tháng 2 năm 2000   | Socorro                            | LINEAR                               |
| 28487 -     | 2000 CB58    | ngày 5 tháng 2 năm 2000   | Socorro                            | LINEAR                               |
| 28488 -     | 2000 CF58    | ngày 5 tháng 2 năm 2000   | Socorro                            | LINEAR                               |
| 28489 -     | 2000 CN58    | ngày 5 tháng 2 năm 2000   | Socorro                            | LINEAR                               |
| 28490 -     | 2000 CQ58    | ngày 5 tháng 2 năm 2000   | Socorro                            | LINEAR                               |
| 28491 -     | 2000 CC59    | ngày 5 tháng 2 năm 2000   | Farpoint                           | Farpoint                             |
| 28492 Marik | 2000 CM59    | ngày 1 tháng 2 năm 2000   | Piszkéstető                        | JAS, K. Sárneczky, K. Sziládi        |
| 28493 -     | 2000 CC63    | ngày 2 tháng 2 năm 2000   | Socorro                            | LINEAR                               |
| 28494 -     | 2000 CW63    | ngày 2 tháng 2 năm 2000   | Socorro                            | LINEAR                               |
| 28495 -     | 2000 CA64    | ngày 2 tháng 2 năm 2000   | Socorro                            | LINEAR                               |
| 28496 -     | 2000 CR68    | ngày 1 tháng 2 năm 2000   | Kitt Peak                          | Spacewatch                           |
| 28497 -     | 2000 CJ69    | ngày 1 tháng 2 năm 2000   | Kitt Peak                          | Spacewatch                           |
| 28498 -     | 2000 CL70    | ngày 7 tháng 2 năm 2000   | Socorro                            | LINEAR                               |
| 28499 -     | 2000 CG75    | ngày 4 tháng 2 năm 2000   | Socorro                            | LINEAR                               |
| 28500 -     | 2000 CW76    | ngày 10 tháng 2 năm 2000  | Đài thiên văn Zvjezdarnica Višnjan | K. Korlević                          |